# 分布式计算平台
分布式计算平台相当于一个普适性的分布式计算任务调度服务程序。
分布式计算平台的客户端程序允许使用者使用一个通用性的客户端同时参与到多个分布式计算项目中，而不用下载多个不同的客户端，这有利于减少某些科研单位或组织节省开发任务调度程序的时间，有利于志愿者更为方便地参与到科学研究中去，有利于全球闲置处理能力的统一调度。
目前主流的分布式计算平台有以下几个：
- BOINC
- World Community Grid（2007年迁移至BOINC平台）
- Darwin@Home
- Grid on Tap
- Sun Grid Engine

## 请参阅
- 分布式计算
- 网格计算
- BOINC